# Jamaica op de Olympische Zomerspelen 1968
Jamaica nam deel aan de Olympische Zomerspelen 1968 in Mexico-Stad, Mexico. Voor het eerst sinds 1952 werd weer een medaille gewonnen.

## Medailleoverzicht
| Sport    | Olympiër      | Onderdeel | Medaille |
| -------- | ------------- | --------- | -------- |
| Atletiek | Lennox Miller | 100m (m)  | Zilver   |

## Deelnemers en resultaten

### Atletiek
| Olympiër                                                 | Onderdeel              | Resultaat | Prestatie                                                                                             |
| -------------------------------------------------------- | ---------------------- | --------- | --- |
| Pablo McNeil                                             | 100m (m)               | 45e       | serie 7: 6de in 10,62                                                                                 |
| Lennox Miller                                            | 100m (m)               | Zilver    | serie 6: 1ste in 10,15 kwartfinale 1: 1ste in 10,11 halve finale 2: 2de in 10,15 finale: 2de in 10,04 |
| Mike Fray                                                | 200m (m)               | 7e        | serie 4: 1ste in 20,62 kwartfinale 4: 1ste in 20,39 halve finale 1: 3de in 20,46 finale: 7de in 20,63 |
| Clifton Forbes                                           | 400m (m)               | 20e       | serie 2: 2de in 45,75 kwartfinale 3: 5de in 46,29                                                     |
| Byron Dyce                                               | 800m (m)               | 10e       | serie 6: 4de in 1.48,5 halve finale 2: 6de in 1.47,2                                                  |
| Lennox Miller                                            | 800m (m)               | DNF       | serie 3: niet gefinisht                                                                               |
| Byron Dyce                                               | 1500m (m)              | 29e       | serie 5: 8ste in 3.54,65                                                                              |
| Errol Stewart Michael Fray Clifton Forbes Lennox Miller  | 4x100m (m)             | 4e        | serie 2: 1ste in 38,6 halve finale 1: 1ste in 38,3 (WR) finale: 4de in 38,4                           |
| Victor Brooks                                            | verspringen (m)        | 15e       | kwalificatie: 13de met 7,72m finale: 15de met 7,51m                                                   |
| Wellesley Clayton                                        | verspringen (m)        | 23e       | kwalificatie: 23ste met 7,57m                                                                         |
| Lennox Burgher                                           | hink-stap-springen (m) | 30e       | kwalificatie groep B: 17de met 15,29m                                                                 |
|                                                          |                        |           | |
| Vilma Charlton                                           | 100m (v)               | 29e       | serie 3: 6de in 11,7                                                                                  |
| Carmen Smith                                             | 100m (v)               | 33e       | serie 2: 7de in 11,9                                                                                  |
| Vilma Charlton                                           | 200m (v)               | 29e       | serie 2: 6de in 24,3                                                                                  |
| Una Morris                                               | 200m (v)               | 13e       | serie 5: 3de in 23,7 halve finale 2: 7de in 23,5                                                      |
| Una Morris                                               | 400m (v)               | 13e       | serie 2: 4de in 54,1 halve finale 1: 6de in 54,6                                                      |
| Carmen Smith                                             | 80m horden (v)         | 20e       | serie 1: 4de in 11,0                                                                                  |
| Adlin Mair-Clarke Carmen Smith Una Morris Vilma Charlton | 4x100m (v)             | DSQ       | serie 2: gediskwalificeerd                                                                            |
| Audrey Reid                                              | hoogspringen (v)       | 15e       | kwalificatie: 15de met 1,71m                                                                          |

### Boksen
| Olympiër         | Onderdeel | Resultaat | Prestatie                                                          |
| ---------------- | --------- | --------- | ------------------------------------------------------------------ |
| Kenneth Campbell | -54kg (m) | 17e       | 1ste ronde: W van NCA Silva: 5-0 2de ronde: V van FRG Rascher: 1-4 |
| Errol West       | -57kg (m) | 17e       | 1ste ronde: V van IRL Tracey: 1-4                                  |
| Oliver Wright    | -75kg (m) | 17e       | 1ste ronde: vrij 2de ronde: V van MEX Zaragoza: 0-5                |

### Gewichtheffen
| Olympiër        | Onderdeel   | Resultaat | Prestatie      |
| --------------- | ----------- | --------- | -------------- |
| Cedric Demetris | -82,5kg (m) | DNF       | niet gefinisht |

### Zeilen
| Olympiër                                            | Onderdeel       | Resultaat | Prestatie                              |
| --------------------------------------------------- | --------------- | --------- | -------------------------------------- |
| William Plant Michael Anthony Nunes                 | flying dutchman | 26e       | 176 punten: (DNF-DNF-23-21-24-22-20)   |
| Barton Kirkconnell Charles Ogilvie Steven Henriques | draken klasse   | 20e       | 138 punten: (11-16-22-DNF-21-22-17-15) |

### Zwemmen
| Olympiër  | Onderdeel           | Resultaat | Prestatie            |
| --------- | ------------------- | --------- | -------------------- |
| Paul Nash | 100m vrije slag (m) | 53e       | serie 7: 6de in 59,0 |

Afghanistan · Algerije · Amerikaanse Maagdeneilanden · Argentinië · Australië · Bahama's · Barbados · België · Bermuda · Birma · Bolivia · Bondsrepubliek Duitsland · Brazilië · Brits-Honduras · Bulgarije · Canada · Centraal-Afrikaanse Republiek · Ceylon · Chili · Colombia · Congo-Kinshasa · Costa Rica · Cuba · Denemarken · Dominicaanse Republiek · Duitse Democratische Republiek · Ecuador · El Salvador · Ethiopië · Fiji · Filipijnen · Finland · Frankrijk · Ghana · Griekenland · Groot-Brittannië · Guatemala · Guinee · Guyana · Honduras · Hongarije · Hongkong · Ierland · IJsland · India · Indonesië · Irak · Iran · Israël · Italië · Ivoorkust · Jamaica · Japan · Joegoslavië · Kameroen · Kenia · Koeweit · Libanon · Libië · Liechtenstein · Luxemburg · Madagaskar · Maleisië · Mali · Malta · Marokko · Mexico · Monaco · Mongolië · Nederland · Nederlandse Antillen · Nicaragua · Nieuw-Zeeland · Niger · Nigeria · Noorwegen · Oeganda · Oostenrijk · Pakistan · Panama · Paraguay · Peru · Polen · Portugal · Puerto Rico · Roemenië · San Marino · Senegal · Sierra Leone · Singapore · Soedan · Sovjet-Unie · Spanje · Suriname · Syrië · Taiwan · Tanzania · Thailand · Trinidad en Tobago · Tunesië · Turkije · Tsjaad · Tsjecho-Slowakije · Uruguay · Venezuela · Verenigde Arabische Republiek · Verenigde Staten · Vietnam · Zambia · Zuid-Korea · Zweden · Zwitserland